# قزاق‌دوزی
قزاق دوزی (بلیش دوزی) یکی از رودوزی‌های سنتی ایران و سوزن دوزی مخصوص قوم قزاق است که ۵۰ سال پیش از قزاقستان به ایران آمده و در حوالی شهر گرگان ساکن شده‌اند. این دوخت در سرآستین‌ها، مچ شلوارها، دوریقه، پیش سینه، گوشه‌ها و مرکز روسری‌های بزرگ با نخ ابریشمی تابیده شده به رنگ قرمز شرابی ، سبز، آبی یا زرد توسط زنان بر روی پارچه سفید و ضخیم بافته می‌شود. انواع دوخت‌های بکار رفته در بافت ساتن دوزی و المه دوزی هستند. اکثر طرح‌ها به صورت چهارضلعی و اشکال به صورت گل و برگ در میان کار دیده می‌شود.